# Afrikamesterskabet i håndbold 1985 (mænd)
Afrikamesterskabet i håndbold 1985 for mænd var den sjette udgave af Afrikamesterskabet i håndbold for mænd. Turneringen havde deltagelse af 6 hold. Turneringen blev afholdt i 1985 i angolas hovedstad Luanda af Confédération Africaine de Handball (CAHB). Algeriet vandt turneringen mod Tunesien. Congo fik en tredjeplads. Fjerdepladsen gik til Egypten, femtepladsen til Angola og sjettepladsen til Elfenbenskysten.
Som vinder af turneringen, kvalificerede Algeriet sig til VM 1986 i Schweiz; mens Tunesien kvalificerede sig til B-VM 1987 in Italien.

## Placeringer
| Plac.  | Hold                   |
| ------ | ---------------------- |
| Guld   | Algeriet               |
| Sølv   | Tunesien               |
| Bronze | Folkerepublikken Congo |
| 4.     | Egypten                |
| 5.     | Angola                 |
| 6.     | Elfenbenskysten        |